# Fred Williams (Bassist)
Fred Williams (* um 1940) ist ein US-amerikanischer Jazzmusiker (Kontrabass, auch E-Bass).

## Leben
Williams spielte um 1960 in Washington D.C. im Quintett des Perkussionisten Buck Clarke (Cool Hands, 1960), Ende des Jahrzehnts mit dem Saxophonisten Mickey Fields und dem Vibraphonisten und Flötisten Jimmy Wells. In den 1970er Jahren entstanden Aufnahmen mit der Band von Byron Morris und Gerald Wise (Unity, 1972) und mit Frank Lowe (Doctor Too-Much, 1977). Mit dem Phillip Wilson Quartett (mit Olu Dara  und Frank Lowe) trat er 1978 auf dem Moers festival auf. Anfang der 1980er Jahre war er Mitglied des Lester Bowie Ensemble, mit dem er 1982 auf der Jazzbühne Berlin gastierte und an dessen Alben The Great Pretender (ECM, 1981) und All the Magic (ECM, 1982) mitwirkte. 1989 arbeitete er mit Archie Shepp und Francisco Mondragon Rio (Octiminus), 1990 noch mit Sonny Simmons (Global Jungle).  Der Diskograf Tom Lord listet zwischen 1959 und 1990 Williams’ Beteiligung an zehn Aufnahmesessions.  In den 1970ern unterrichtete Williams in einem von Marian McPartland initiierten musikpädagogischen Programm in Washington D.C.